# Robert Conquest

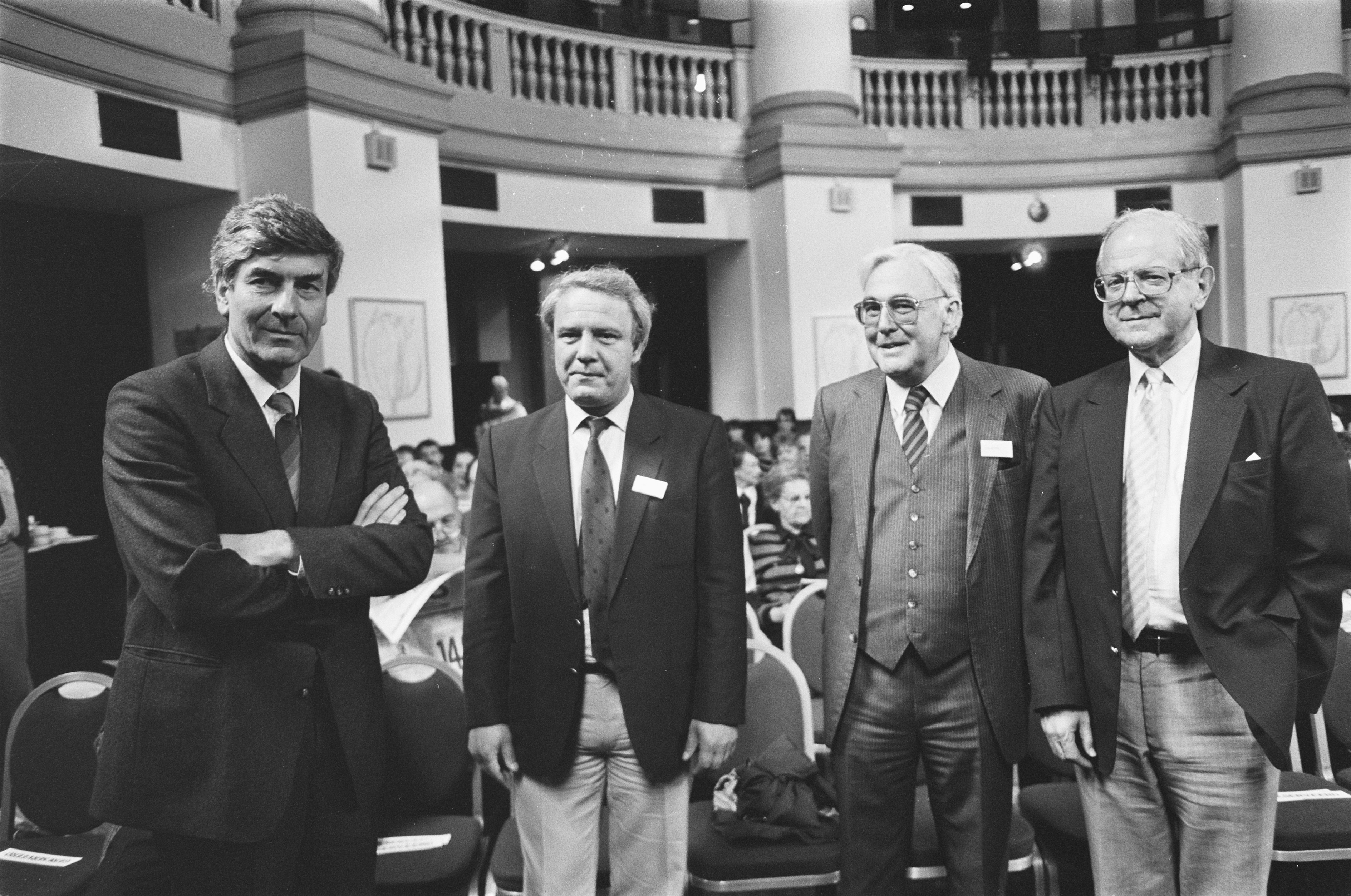
Od lewej: Ruud Lubbers, Władimir Bukowski, Jan Willem Bezemer i Robert Conquest (1987)

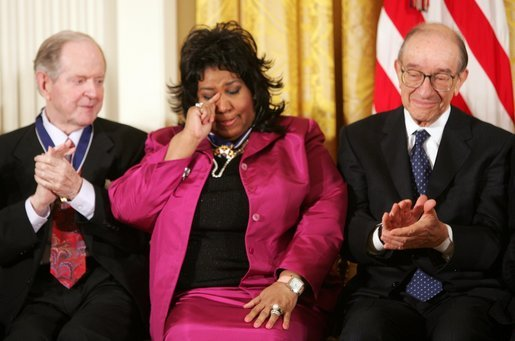
Wręczenie Prezydenckiego Medalu Wolności, Biały Dom 9 listopada 2005. Od lewej: Robert Conquest, Aretha Franklin, Alan Greenspan

George Robert Ackworth Conquest (ur. 15 lipca 1917 w Malvern, Worcestershire, zm. 3 sierpnia 2015 w Stanford) – brytyjski historyk i sowietolog.

## Życiorys
Studiował na Winchester College, Uniwersytecie w Grenoble i w Magdalen College (Oxford University), gdzie uzyskał dyplom z filozofii, politologii i ekonomii i wreszcie doktorat z historii ZSRR.
Epizodycznie (w 1937) należał do Komunistycznej Partii Wielkiej Brytanii, ze środowiskiem komunistycznym związał się motywowany poglądami antyfaszystowskimi Frontu Ludowego. Po wybuchu II wojny światowej zaciągnął się na ochotnika do wojska (wbrew ówczesnemu stanowisku Kominternu, po pakcie Ribbentrop-Mołotow wzywającego do akcji antywojennej). Został oficerem wywiadu brytyjskiego.
Stał się demaskatorem mechanizmów systemu totalitarnego. Przyczyniły się do tego również osobiste obserwacje z czasu pobytu w Bułgarii, gdzie w końcu 1944 został brytyjskim oficerem łącznikowym przy armii bułgarskiej, która przystąpiła w październiku 1944 do koalicji antyhitlerowskiej, a następnie (do 1948) attaché prasowym ambasady brytyjskiej w Sofii. Był tam świadkiem procesu sowietyzacji Bułgarii i podporządkowania kraju Moskwie. Do 1956 był urzędnikiem brytyjskiego Foreign Office.
W 1981 Conquest przeniósł się do Kalifornii, gdzie objął stanowisko w Instytucie Hoovera na Uniwersytecie Stanforda. Współpracował też m.in. z Instytutem Badań Ukraińskich Uniwersytetu Harvarda, był adiunktem w Centrum Studiów Strategicznych i Międzynarodowych w Waszyngtonie. W Kalifornii mieszkał do końca życia, zachowując brytyjskie obywatelstwo.
Jedną z najważniejszych prac Conquesta jest opublikowany w 1968 Wielki Terror – pierwsza w historiografii światowej monografia lat 1934–1939 w ZSRR – okresu wielkiej czystki, budowy przez Józefa Stalina w pełni totalitarnego państwa sowieckiego drogą masowego terroru i likwidacji dotychczasowej bolszewickiej elity władzy (starych bolszewików). Monografia oparta była wyłącznie na dostępnych w 1968 źródłach drukowanych: zarówno oficjalne materiały sowieckie z okresu stalinowskiego, jak i ujawnione w epoce Chruszczowa materiały WKP(b) i NKWD, a także opublikowane na Zachodzie pamiętniki świadków, którym udało się opuścić ZSRR (Aleksander Weissberg-Cybulski, Boris Bażanow, Aleksander Orłow, Walter Kriwicki, Gustaw Herling-Grudziński i in.). Conquest w Wielkim Terrorze opisywał wydarzenia lat trzydziestych w ZSRR jako logiczną konsekwencję ustrojową jednopartyjnej dyktatury, opartej na tajnej policji – narzuconej Rosji w latach 1917–1921 przez bolszewików pod przywództwem Lenina.
Ujawnienie w czasach gorbaczowowskiej głasnosti, a zwłaszcza wkrótce po upadku ZSRR w roku 1991 znacznej części archiwów radzieckich potwierdziło ustalenia Conquesta, jedynie je uściślając.
Uzupełnieniem Wielkiego Terroru jest The Harvest of Sorrow (1986) – obszerna monografia historii ZSRR w latach 1928–1933 – okresu przymusowej kolektywizacji rolnictwa i sprowokowanej w latach 1932–1933 klęski głodu na Ukrainie i w południowej Rosji, który pochłonął życie wielu milionów ludzi. Obie monografie stanowią syntezę historii ZSRR i partii bolszewickiej w latach 30. XX w.
Conquest jest również autorem biografii Lenina (1972), Stalina (1991), wielu monografii dotyczących poszczególnych zagadnień dziejów ZSRR (system obozów koncentracyjnych, tajna policja NKWD, zabójstwo Kirowa, deportacje narodów, system prawa sowieckiego, sytuacja religii w ZSRR itd.).
9 listopada 2005 Conquest został nagrodzony przez George’a Busha Prezydenckim Medalem Wolności. Oznaczony również: Orderem św. Michała i św. Jerzego (1996), Krzyżem Oficerskim Orderu Imperium Brytyjskiego (1956), estońskim Orderem Krzyża Ziemi Maryjnej, Krzyżem Komandorskim Orderu Zasługi Rzeczypospolitej Polskiej (2009), ukraińskim Orderem Jarosława Mądrego V klasy.
Jest autorem kilku tomików poetyckich. Przetłumaczył na język angielski Pruskie noce Aleksandra Sołżenicyna.

## Publikacje
- Power and Politics in the USSR (1960)
- Nation Killers. The Soviet Deportation of Nationalities (1960), ISBN 0-333-10575-3.
- Religion in the USSR (1968)
- The Great Terror (1968), wydanie uzupełnione: The Great Terror: A Reassessment (1990) ISBN 0-19-505580-2.
- Lenin (1972), ISBN 0-00-632616-1.
- Inside Stalin’s Secret Police: NKWD Politics, 1936–1939 (1985), ISBN 0-8179-8241-8.
- Kolyma: The Arctic Death Camps (1978), ISBN 0-670-41499-9.
- The Harvest of Sorrow: Soviet Collectivization an the Terror- Famine (1986), ISBN 0-19-504054-6.
- Stalin and the Kirov Murder (1989), ISBN 0-19-505579-9.
- Stalin: Breaker of Nations (1991), ISBN 0-297-81194-0.
- Reflections on a Ravaged Century (1999), ISBN 0-393-04818-7.

## Publikacje w języku polskim
- Mordercy narodów, przeł. Arkady [pseud.], Warszawa: „Wola” 1987.
- Stalin i zabójstwo Kirowa, tł. Alicja Adamowic, posłowie indeks i przypisy Paweł Wieczorkiewicz, Warszawa: „Gryf” 1989.
- Stalin, przeł. Władysław Jeżewski, Warszawa: Wydawnictwo Michał Urbański 1996 (wyd. 2 – Warszawa: „Politeja” – „Świat Książki” 2000).
- Wielki terror, przeł. Władysław Jeżewski, Warszawa: Wydawnictwo Michał Urbański 1997.
- Lenin: prawda o wodzu rewolucji, przeł. Aleksandra Bukowska, Warszawa – Chicago: Fijorr Publishing 1998.
- Paweł Sudopłatow, Anatolij Sudopłatow, Leona P. Schecter, Jerrold L. Schecter, Wspomnienia niewygodnego świadka, wstęp oprac. Robert Conquest, wstęp do wyd. pol. Stanisław Jaczyński, tł. Jerzy Markowski, Warszawa: „Bellona” 1999.
- Uwagi o spustoszonym stuleciu, Poznań: Zysk i S-ka 2002.